# Origonema
Origonema is een geslacht van wantsen uit de familie van de Miridae (blindwantsen). Het geslacht werd voor het eerst wetenschappelijk beschreven door Dimitri Forero in 2008.

## Soorten
Het genus bevat de volgende soort:

- Origonema splendida (E. Gibson, 1918)